# Temporada 2001 del Campeonato Mexicano de Rally
La temporada 2001 del Campeonato Mexicano de Rally comenzó el 23 de marzo con el Rally de la Media Noche y finalizó el 30 de noviembre con el Rally Acapulco. Originalmente estuvo compuesta por diez pruebas; sin embargo, la sexta fecha, el Rally Sierra de Lobos, programado para el 8 de septiembre en León, Guanajuato, fue cancelado por el retiro del apoyo de las autoridades estatales ante la presión de grupos ecologistas.

## Calendario
Fuente: SPORCAR
| N.º | Fecha            | Prueba                      | Otros      |
| --- | ---------------- | --------------------------- | ---------- |
| 1   | 23 - 24 de marzo | Rally de la Media Noche     |            |
| 2   | 27 - 29 de abril | Rally América Internacional |            |
| 3   | 18 - 19 de mayo  | Rally Morelia               |            |
| 4   | 2 de junio       | Rally Corregidora           |            |
| 5   | 7 - 8 de julio   | Rally de las 24 horas       |            |
| 6   | 8 de septiembre  | Rally Sierra de Lobos       | Suspendido |
| 7   | 29 de septiembre | Rally Reto a las Alturas    |            |
| 8   | 20 de octubre    | Rally Reto Mil Cumbres      |            |
| 9   | 10 de noviembre  | Rally Cañadas               |            |
| 10  | 30 de noviembre  | Rally Acapulco              |            |

## Resultados

### Campeonato de Pilotos
Fuente: SPORCAR
| Pos. | Piloto            | Club  | MDN | RAI | MOR | CRA | 24H | LOB | RET | MIL | CDS | ACA | Puntos |
| ---- | ----------------- | ----- | --- | --- | --- | --- | --- | --- | --- | --- | --- | --- | ------ |
| 1    | Gabriel Marín     | RAC   | 60  |     | 80  | 24  | 0   | S   | 40  | 60  | Ret | 3.º | 264    |
| 2    | Carlos Izquierdo  | IND   | 24  | 0   | 40  | 20  | 80  | S   | Des | 45  | 45  |     | 254    |
| 3    | Ricardo Triviño   | RAC   | 0   | 40  | 60  | 40  | Des | S   | 30  | Ret | 60  | 1.º | 230    |
| 4    | Patrick Silve     | CAF   | 45  |     | 4   | 30  | 60  | S   | 24  | Ret | 36  |     | 199    |
| 5    | Oliver Reyna      | CEMAC | 3   | 24  | 48  | 16  | Ret | S   | 6   | 9   | 30  |     | 136    |
| 6    | Mauricio Yglesias | IND   | 3   |     | 16  | Ret | 40  | S   | 12  | 24  | 12  |     | 107    |
| 7    | Joel Sánchez      | CAF   | 30  |     | 4   | 12  | 48  | S   | Ret | Ret |     |     | 94     |

| Color  | Resultado                               | Color                                   | Resultado                               |
| ------ | --------------------------------------- | --------------------------------------- | --------------------------------------- |
| Oro    | Ganador                                 | Azul                                    | Finalizó la prueba                      |
| Plata  | 2.º lugar                               | Violeta                                 | No terminó (Ret)                        |
| Bronce | 3.er lugar                              | Negro                                   | Descalificado (Des)                     |
| Verde  | Entre los 10 prim.                      | Sin color                               | No participó                            |
| Blanco | Puntuó en otra prueba o categoría (Otr) | Puntuó en otra prueba o categoría (Otr) | Puntuó en otra prueba o categoría (Otr) |

Notas:

1. IND en la columna "Club" = Participó como corredor independiente.

2. S = Prueba suspendida

3. Del Rally Acapulco no hay resultados, aunque la prueba sí fue puntuable. Se enlistan solo posiciones.

4. Ver pg. de discusión para más detalles

### Campeonato de Navegantes
Fuente: SPORCAR
| Pos. | Navegante        | Club  | MDN | RAI | MOR | CRA | 24H | LOB | RET | MIL | CDS | ACA | Puntos |
| ---- | ---------------- | ----- | --- | --- | --- | --- | --- | --- | --- | --- | --- | --- | ------ |
| 1    | Javier Marín     | RAC   | 60  |     | 80  | 24  | 0   | S   | 40  | 60  | Ret | 3.º | 264    |
| 2    | Angélica Fuentes | RAC   | 24  | 0   | 40  | 20  | 80  | S   | Des | 45  | 45  |     | 254    |
| 3    | Baptiste Lormand | CAF   | 45  |     | 4   | 30  | 60  | S   | 24  | Ret | 36  |     | 199    |
| 4    | Eduardo Bernal   | IND   | 0   | 40  |     | 40  | Des | S   | 30  | Ret | 60  | 1.º | 170    |
| 5    | Jorge Bernal     | RAC   | 3   | 32  | 60  | 8   | Ret | S   | 4   | 24  | 12  |     | 143    |
| 6    | Fernando Reyna   | CEMAC | 3   | 24  | 48  | 16  | Ret | S   | 6   | 9   | 30  |     | 136    |
| 7    | Raúl Belit       | IND   |     | 80  |     |     |     |     |     |     |     |     | 80     |

Notas:

1. IND en la columna "Club" = Participó como corredor independiente.

2. S = Prueba suspendida

3. Del Rally Acapulco no hay resultados, aunque la prueba sí fue puntuable. Se enlistan solo posiciones.

4. Ver pg. de discusión para más detalles

### Campeonato de Clubes
Fuente: SPORCAR
| Pos. | Club                                         | Puntos |
| ---- | -------------------------------------------- | ------ |
| 1    | Rally Automóvil Club, A.C.                   | 1.483  |
| 2    | Club Automovilístico Francés de México, A.C. | 732    |
| 3    | Cronometraje y Eventos Motores A.C.          | 272    |
| 4    | Club Automovilístico Morelia, A.C.           | 164    |
| 5    | Puebla Auto Club, A.C.                       | 86     |
| 6    | Lindavista Automóvil Club, A.C.              | 79     |